# João das Neves
João das Neves (Rio de Janeiro, 31 de janeiro de 1934 - 24 de Agosto de 2018) foi um diretor e dramaturgo brasileiro. Fundador do Grupo Opinião e diretor do CPC da UNE no início da década de 1960. 
Dramaturgo, diretor, ator e escritor, contemplado com prêmios diversos como o Molière (vários), Bienal Internacional de São Paulo, APCA, Golfinho de Ouro e Quadrienal de Praga, manteve-se em atividade teatral de forma permanente e inovadora, desde os tempos dos Centros Populares de Cultura (CPC) e do Teatro Opinião, do qual foi um dos fundadores ao lado de Ferreira Gullar, Vianinha e outros nomes fundamentais do teatro brasileiro.
Com o Grupo Opinião que estreou em 1964 o antológico Show Opinião, reunindo no palco, num protesto contra a ditadura, Nara Leão, Zé Keti e João do Vale, João das Neves trabalhou até fim da ditadura em 1984, buscando novos modelos dramatúrgicos para flagrar a nova realidade instaurada pelo regime militar.
Sua primeira peça a arrebatar o teatro latino americano, foi O Último Carro. Nas décadas seguintes, João das Neves faria uma série de bem sucedidas experiências teatrais envolvendo temáticas e situações as mais diferenciadas, como o trabalho com atores não profissionais, a criação do grupo Poronga, no Acre, várias encenações em espaços não convencionais, com adaptações de obras literárias de autores como Guimarães Rosa e de João Silvério Trevisan.
Este encenador tem uma história particularmente bela com a música. Entre os nomes que dirigiu figuram Milton Nascimento, Chico Buarque e MPB4, Taiguara, Elomar e Titane. Óperas contemporâneas, como Qorpo Santo, de Jorge Antunes ou cantatas, como Continente Zero Hora, de Rufo Herrera, nas quais atuou, acentuam sua ligação com a música e com os músicos.
Manteve um espaço de produção intelectual sobre o fazer teatral em publicações europeias e latino-americanas, além de editar traduções, poemas e livros de ficção para crianças que receberam inúmeras premiações. Como colaborador das Revistas Humboldt (Bonn, Alemanha) e Palavra (Belo Horizonte), publicou ensaios sobre o teatro contemporâneo, a nova dramaturgia e o universo indígena no teatro brasileiro. Em 2003, assina contrato com a Editora Dimensão para reedição do texto teatral infantil “A Lenda do Vale da Lua” (prêmio SNT/1975) e tem publicada, pela mesma Editora, a 4a. edição de “Por Um Triz a Elis Ficava Sem Nariz”.
Suas últimas encenações foram A Santinha e os Congadeiros, que levou ao palco, com elenco de congadeiros, um mito fundador das Irmandades do Rosário do Congado mineiro; Besouro, Cordão de Ouro e Galanga Chico Rei, ambos também com temática afro brasileira, numa parceria de sucesso com Paulo César Pinheiro, autor dos textos e músicas; Zumbi, de Augusto Boal e Gianfrancesco Guarnieri com música de Edu Lobo; A Farsa da Boa Preguiça, texto de Ariano Suassuna e Aos Nossos Filhos, de Laura Castro e mais recentemente, em janeiro de 2015 dirigiu a peça Madame Satã com Rodrigo Jerônimo, em versão adaptada pelo Grupo dos Dez para o Oficinão do Galpão, em Belo Horizonte e também em setembro de 2015 estreou o espetáculo Bonecas Quebradas, no Itaú Cultural.
Conhecedor da cultura brasileira viajou e residiu em diversos estados, trazendo sempre elementos das culturas do interior do país para sua dramaturgia. No Rio de Janeiro e São Paulo, onde viveu os primeiros anos de trabalho, depois Salvador, Rio Branco e Minas Gerais, lugares onde residiu, João das Neves vem deixando sua marca como encenador e pensador do teatro contemporâneo, afora os diversos lugares por onde transitou com mais frequência, a exemplo do México e da Alemanha.
Ao completar 80 anos de idade e 60 de teatro, João das Neves – constantemente brincando com as possibilidades da linguagem teatral – teve como principal projeto a encenação do texto inédito YURAIÁ – o rio do nosso corpo, nascido de sua convivência com os índios Kaxinawá do Rio Jordão/Acre, que também integraram o espetáculo. Dirigiu e atuou na peça Lazarillo de Tormes, que o artista escreveu inspirado na descoberta do que pode ser o texto original da obra criada na Espanha no século XVI.
Além de seu texto, ainda inédito, nascido quando de sua passagem por Rio Branco, Acre, João das Neves deixou mais dois textos teatrais encenados na cidade acreana: Caderno de Acontecimentos (1987) e Tributo a Chico Mendes (1988). Somados a Yuraiá - o rio do nosso corpo, compõem a trilogia acreana.
João faleceu aos 84 anos, em Lagoa Santa onde residia, ao lado de amigos e família.

## Obras
- O último carro (1964);
- O quintal (1978);
- Mural mulher (1979);
- Café da manhã (1980);
- A pandorga e a lei (1983-1984).
- Caderno de Acontecimentos ( 1987). Rio Branco-Acre.
- Tributo a Chico Mendes. ( 1988). Rio Branco-Acre
- Lazarillo de Tormes
- Diálogos com Emilly Dickinson
- Rumores
- Yuraiá - O rio do nosso corpo (1992)

## Espetáculos
- O Último Carro
- Primeiras Estórias[5]
- Besouro, cordão-de-ouro
- Zumbi
- Galanga Chico Rei
- A Farsa da Boa Preguiça
- Aos Nossos Filhos
- Maria Lira
- Lazarillo de Tormes
- As Polacas
- Bonecas Quebradas